# نادي الزبير
نادي الزبير الرياضي هو أحد أندية الدوري العراقي
تأسس عام 1971 يقع ضمن محافظة البصرة .